# Teluk Uma
Teluk Uma is een bestuurslaag in het regentschap Karimun van de provincie Riau-archipel, Indonesië. Teluk Uma telt 5.218 inwoners (volkstelling 2010).